# یخدان سلطان‌آباد
یخدان سلطان آباد مربوط به دوره پهلوی اول است و در شمال جاده ورودی به سلطان‌آباد واقع شده و این اثر در تاریخ ۱۷ مرداد ۱۳۸۳ با شمارهٔ ثبت ۱۱۰۲۲ به‌عنوان یکی از آثار ملی ایران به ثبت رسیده است.